# Bad Bibra
Bad Bibra è una città di 2 635 abitanti della Sassonia-Anhalt, in Germania.

Appartiene al circondario del Burgenland (targa BLK) ed è capoluogo della comunità amministrativa (Verbandsgemeinde) An der Finne.

## Geografia antropica

### Suddivisioni amministrative
Bad Bibra si divide in 11 zone, corrispondenti all'area urbana e a 10 frazioni (Ortsteil):
- Bad Bibra (area urbana)
- Altenroda
- Bergwinkel
- Birkigt
- Golzen
- Kalbitz
- Krawinkel
- Steinbach
- Thalwinkel
- Wallroda
- Wippach